# Buninyong
Buninyong (3 085 habitants) est une localité de l'État du Victoria, en Australie à 121 km de Melbourne et à dix kilomètres au sud de Ballarat située sur la Midland Highway.

## Référence
- Statistiques sur Buninyong